# Isla Brasil (Venezuela)
Isla Brasil Es una isla fluvial de Venezuela ubicada al oeste de ese país suramericano, y del lago de Maracaibo, específicamente en el río Limón en las coordenadas geográficas 11°00′00″N 71°50′00″O / 11.00000, -71.83333. Administrativamente depende del occidental Estado Zulia en la Región Zuliana, 540 kilómetros al oeste de la capital, Caracas. Al este de su territorio se encuentran Puerto Guerrero y el Islote Guerrero, al sur la localidad de Cotorrea y la Laguna Los Jaguicitos, y al este la Ciénaga Cataneja y la Ciénaga de Sinamaica.
Posee una superficie aproximada de 2,21 kilómetros cuadrados o 221.44 hectáreas con un perímetro de 7,6 kilómetros. 